# Elektrownia jądrowa Genkai
Elektrownia jądrowa Genkai (jap. 玄海原子力発電所 Genkai genshi-ryoku hatsuden-sho) — jedyna (listopad 2015) japońska czynna elektrownia jądrowa położona w sąsiedztwie miasta Genkai, w prefekturze Saga. Elektrownia posiada cztery bloki energetyczne, każdy z reaktorem typu PWR. Jej właścicielem i operatorem jest firma Kyūshū Electric Power Company.

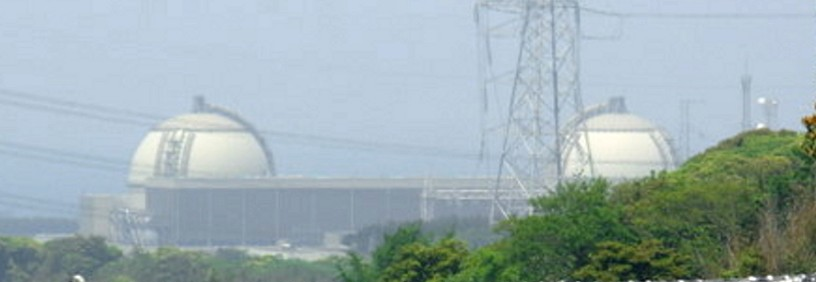
Kopuły bloków jądrowych EJ Genkai

Zakład zajmuje powierzchnię 0,87 km².

## Reaktory
Rektory nr 1, 2, i 4 korzystają z paliwa niskowzbogaconego (3-4%). Bloki nr 1 i 2 przeszły w 2001 szereg prac remontowych i ulepszających.
| Nazwa bloku | Typ reaktora | Producent                   | Rozpoczęcie budowy | Stan krytyczny       | Włącz. do sieci   | Moc elektr. netto | Moc elektr. brutto | Moc termiczna | L. zestaw. paliw. | Koszt całk. bloku |
| ----------- | ------------ | --------------------------- | ------------------ | -------------------- | ----------------- | ----------------- | ------------------ | ------------- | ----------------- | ----------------- |
| Genkai-1    | PWR          | Mitsubishi Heavy Industries | 30 września 1971   | 28 stycznia 1975     | 14 lutego 1975    | 529 MW            | 559 MW             | 1650 MW       | 121               | 54, 5 mld jenów   |
| Genkai-2    | PWR          | Mitsubishi Heavy Industries | 28 lutego 1977     | 21 maja 1980         | 3 czerwca 1980    | 529 MW            | 559 MW             | 1650 MW       | 121               | 123,6 mld jenów   |
| Genkai-3    | PWR          | Mitsubishi Heavy Industries | 30 czerwca 1988    | 28 maja 1993         | 15 czerwca 1993   | 1127 MW           | 1180 MW            | 3423 MW       | 193               | 399,3 mld jenów   |
| Genkai-4    | PWR          | Mitsubishi Heavy Industries | 31 lipca 1992      | 23 października 1996 | 12 listopada 1996 | 1127 MW           | 1180 MW            | 3423 MW       | 193               | 324,4 mld jenów   |

## Paliwo MOX
Blok nr 3 elektrowni był pierwszym japońskim reaktorem, w którym użyto paliwa MOX. Załadunek paliwa rozpoczęto 3 października 2009 roku, ale przerwano go po proteście wniesionym przez lokalne władze. Załadunek wznowiono 15 października i zakończono 18 października. 16 z 193 zestawów paliwowych zawierało paliwo MOX. Stanowiły one pierwszą dostawę od podwykonawcy umowy o dostarczaniu paliwa, francuskiej firmy AREVA. Po przeładunku stopniowo zwiększano moc pracy reaktora, która osiągnęła wartość nominalną 2 grudnia 2009.

## Zdarzenia
- 17 lipca 1998 - wyciek ze skraplacza bloku nr 1. Przez jakiś czas blok musiał pracować z mniejszą mocą.
- 20 stycznia 1998 - podczas planowych testów reaktora nr 3 wykryto nieszczelność w jednym z zestawów paliwowych.
- 31 marca 1999 - usterka w bloku nr 2 spowodowała uszkodzenie przewodów ciśnieniowych generatora pary.